# 10208 Ґерманікус
10208 Ґерманікус (10208 Germanicus) — астероїд головного поясу, відкритий 30 серпня 1997 року.
Тіссеранів параметр щодо Юпітера — 3,608.